# 益泰集團
益泰集團有限公司，簡稱益泰集團（英語：ACME LANDIS HOLDINGS LIMITED，港交所除牌時0616.HK），在1970年由多名投資者創立，當時專門經營代理「美標」家居陶瓷浴室用品，而股份曾在1991年9月16日於香港交易所主板上市
在1999年12月，漢鼎亞太有限公司，聯同其他財團和有關人士，進行全購，把原有業務，轉為經營投資科技相關業務。
2000年3月31日，更名為i100 Limited，再在2003年11月19日，更名為亞洲聯盟集團有限公司（永義實業集團有限公司前身）。

## 連結
- EasyknitEnterp.com （页面存档备份，存于）